# Casa de Limburgo
La Casa de Limburgo proviene de la casa de los condes de Arlon, y tiene su origen en el antiguo condado carolingio de Len o Lengau.
Waleran II de Arlon contrae matrimonio en 1065 con Juta, hija de Federico de Luxemburgo, duque de Baja Lotaringia y recibo como dote el Lengau. Su hijo Enrique I es nombrado en 1083 conde de Limburgo, y en 1101 duque de Baja Lotaringia.
Por matrimonio también adquieren:
- el condado de Luxemburgo en 1214, que recibirá una rama menor, la casa de Luxemburgo
- el condado de Berg en 1218, que conserva la rama mayor

En 1288 la familia pierde el Ducado de Limburgo, que tenía al frente una rama segundogénita extinta en 1283 y que conquistará Juan I, duque de Brabante.
La rama mayor, que tenía Berg, se extingue en 1384. La rama menor de Luxemburgo accede al Imperio.

## Esquema Genealógico
|                             |                             |                             |                             |                             |                             | Cunegunda de Lorena | Cunegunda de Lorena | Cunegunda de Lorena      | Cunegunda de Lorena      | Cunegunda de Lorena      | Cunegunda de Lorena      |                          |                          |                    |                    |                           |                           |                           |                           | Waleran III conde de Limburgo | Waleran III conde de Limburgo | Waleran III conde de Limburgo | Waleran III conde de Limburgo | Waleran III conde de Limburgo | Waleran III conde de Limburgo |                               |                               |                               |                               |  |  |                         |                         | Ermesinda condesa de Luxemburgo | Ermesinda condesa de Luxemburgo | Ermesinda condesa de Luxemburgo | Ermesinda condesa de Luxemburgo | Ermesinda condesa de Luxemburgo | Ermesinda condesa de Luxemburgo |  |  |
|                             |                             |                             |                             |                             |                             | Cunegunda de Lorena | Cunegunda de Lorena | Cunegunda de Lorena      | Cunegunda de Lorena      | Cunegunda de Lorena      | Cunegunda de Lorena      |                          |                          |                    |                    |                           |                           |                           |                           | Waleran III conde de Limburgo | Waleran III conde de Limburgo | Waleran III conde de Limburgo | Waleran III conde de Limburgo | Waleran III conde de Limburgo | Waleran III conde de Limburgo |                               |                               |                               |                               |  |  |                         |                         | Ermesinda condesa de Luxemburgo | Ermesinda condesa de Luxemburgo | Ermesinda condesa de Luxemburgo | Ermesinda condesa de Luxemburgo | Ermesinda condesa de Luxemburgo | Ermesinda condesa de Luxemburgo |  |  |
|                             |                             |                             |                             |                             |                             |                     |                     |                          |                          |                          |                          |                          |                          |                    |                    |                           |                           |                           |                           |                               |                               |                               |                               |                               |                               |                               |                               |                               |                               |  |  |                         |                         |                                 |                                 |                                 |                                 |                                 |                                 |  |  |
|                             |                             |                             |                             |                             |                             |                     |                     |                          |                          |                          |                          |                          |                          |                    |                    |                           |                           |                           |                           |                               |                               |                               |                               |                               |                               |                               |                               |                               |                               |  |  |                         |                         |                                 |                                 |                                 |                                 |                                 |                                 |  |  |
| Ermengarda heredera de Berg | Ermengarda heredera de Berg | Ermengarda heredera de Berg | Ermengarda heredera de Berg | Ermengarda heredera de Berg | Ermengarda heredera de Berg |                     |                     | Enrique IV conde de Berg | Enrique IV conde de Berg | Enrique IV conde de Berg | Enrique IV conde de Berg | Enrique IV conde de Berg | Enrique IV conde de Berg |                    |                    | Waleran señor de Monschau | Waleran señor de Monschau | Waleran señor de Monschau | Waleran señor de Monschau | Waleran señor de Monschau     | Waleran señor de Monschau     |                               |                               | Enrique V conde de Luxemburgo | Enrique V conde de Luxemburgo | Enrique V conde de Luxemburgo | Enrique V conde de Luxemburgo | Enrique V conde de Luxemburgo | Enrique V conde de Luxemburgo |  |  | Gerardo conde de Durbuy | Gerardo conde de Durbuy | Gerardo conde de Durbuy         | Gerardo conde de Durbuy         | Gerardo conde de Durbuy         | Gerardo conde de Durbuy         |                                 |                                 |  |  |
| Ermengarda heredera de Berg | Ermengarda heredera de Berg | Ermengarda heredera de Berg | Ermengarda heredera de Berg | Ermengarda heredera de Berg | Ermengarda heredera de Berg |                     |                     | Enrique IV conde de Berg | Enrique IV conde de Berg | Enrique IV conde de Berg | Enrique IV conde de Berg | Enrique IV conde de Berg | Enrique IV conde de Berg |                    |                    | Waleran señor de Monschau | Waleran señor de Monschau | Waleran señor de Monschau | Waleran señor de Monschau | Waleran señor de Monschau     | Waleran señor de Monschau     |                               |                               | Enrique V conde de Luxemburgo | Enrique V conde de Luxemburgo | Enrique V conde de Luxemburgo | Enrique V conde de Luxemburgo | Enrique V conde de Luxemburgo | Enrique V conde de Luxemburgo |  |  | Gerardo conde de Durbuy | Gerardo conde de Durbuy | Gerardo conde de Durbuy         | Gerardo conde de Durbuy         | Gerardo conde de Durbuy         | Gerardo conde de Durbuy         |                                 |                                 |  |  |
|                             |                             |                             |                             |                             |                             |                     |                     |                          |                          |                          |                          |                          |                          |                    |                    |                           |                           |                           |                           |                               |                               |                               |                               |                               |                               |                               |                               |                               |                               |  |  |                         |                         |                                 |                                 |                                 |                                 |                                 |                                 |  |  |
|                             |                             |                             |                             |                             |                             |                     |                     |                          |                          |                          |                          |                          |                          |                    |                    |                           |                           |                           |                           |                               |                               |                               |                               |                               |                               |                               |                               |                               |                               |  |  |                         |                         |                                 |                                 |                                 |                                 |                                 |                                 |  |  |
|                             |                             |                             |                             | Condes de Berg              | Condes de Berg              | Condes de Berg      | Condes de Berg      | Condes de Berg           | Condes de Berg           |                          |                          | Condes de Limburgo       | Condes de Limburgo       | Condes de Limburgo | Condes de Limburgo | Condes de Limburgo        | Condes de Limburgo        |                           |                           |                               |                               |                               |                               | Casa de Luxemburgo            | Casa de Luxemburgo            | Casa de Luxemburgo            | Casa de Luxemburgo            | Casa de Luxemburgo            | Casa de Luxemburgo            |  |  |                         |                         |                                 |                                 |                                 |                                 |                                 |                                 |  |  |